# 파일구리
파일구리(Fileguri)는 P2P네트워크 기술을 이용해 디지털콘텐츠를 유통하는 대한민국의 파일공유 서비스이다. 파일구리는 2002년도에 (주)프리챌에 의해 오픈되었고, 주로 유통되는 콘텐츠로는 성인물, 드라마, 영화, 애니메이션, 음악 등이다.
2006년에 P2P/웹하드 업계 최초로 음원신탁 3단체와 계약을 체결, 합법적인 음원 유통서비스를 오픈하였고, 2009년 4월에 합법적 영화다운로드 서비스 오픈이 예정되어 있다.
비슷한 서비스를 제공하는 외국기술의 emule 기반 프루나, 당나귀와는 대비되는 자체기술로 만들어진 점이 특징이다. 두 방식은 파일공유 방식, 그리고 콘텐츠 질과 양에서 차이를 보인다. 서로의 방식은 기술이 진화 함에 따라 보완되고 있지만, 가입시 주민번호등의 복잡한 절차가 없다는 점이 다르다.
또한 2016년 6월부터는 웹하드 서비스로 업데이트 하면서 보다 쉽고 간결한 UI로 서비스를 시작하였다.